# استفانی براون (کمیک)
استفانی براون (به انگلیسی: Stephanie Brown) یک شخصیت خیالی ابرقهرمان در کتاب‌های کامیک آمریکایی منتشر شده توسط دی‌سی کامیکس است که اغلب با شخصیت ابرقهرمان بتمن مرتبط است. شخصیت استفانی براون توسط نویسنده چاک دیکسون و طراح تام لایل خلق شده‌است که برای اولین بار در شمارهٔ ۶۴۷ مجموعه کمیک‌های کارآگاهی (اوت ۱۹۹۲) حضور پیدا کرد.
او دختر جنایتکاری به نام کلومستر است که در ابتدا نقش یک مجرم جنگجوی مبتدی به نام اسپویلر را ایفا می‌نمود. پس از آن به مدت کوتاهی نقش چهارمین شخصیت رابین و در نهایت بت‌گرل را ایفا کرد.

## توانایی‌ها و قدرت‌ها
همانند دیگر اعضای خانواده بتمن، استفانی براون نیز دارای هیچ توانایی ابرانسانی نمی‌باشد، اما او به‌طور فشرده توسط باربارا گوردون، بتمن و پرندگان شکاری در زمینهٔ هنرهای رزمی، حرکات آکروباتیک، تقویت استحکام، بازجویی و مهارت‌های کارآگاهی آموزش دیده‌است. پنگوئن وسیله‌ای ناشناخته به او داده‌است که با استفاده از آن قادر به نامرئی شدن می‌باشد. بر طبق گفته‌های تیم دریک این توانایی از طریق فناوری‌های سرقت شده بدست آمده‌است.